# Mistrzostwa Świata w Short Tracku 1988
13. Mistrzostwa Świata w Short Tracku odbyły się w dniach 9–11 lutego 1988 roku w Saint Louis (Stany Zjednoczone). Rozegrano 10 konkurencji: 500 m, 1000 m, 1500 m, 3000 m kobiet i mężczyzn oraz sztafetę 3000 m kobiet i 5000 m mężczyzn. Medale przyznano w wieloboju i sztafetach. W klasyfikacji medalowej najlepsi byli Kanadyjczycy. 

## Klasyfikacja medalowa
| Lp. | Kraj             | Złoto | Srebro | Brąz | Razem |
| 1.  | Kanada           | 2     | 0      | 0    | 2     |
| 2.  | Holandia         | 1     | 2      | 0    | 3     |
| 3.  | Włochy           | 1     | 0      | 0    | 1     |
| 4.  | Japonia          | 0     | 2      | 2    | 4     |
| 5.  | Chiny            | 0     | 0      | 1    | 1     |
| 5.  | Korea Południowa | 0     | 0      | 1    | 1     |

## Medaliści
| Konkurencja | Złoto                                                                                    | Srebro                                                                                      | Brąz                                                                     |
| Mężczyźni   |                                                                                          |                                                                                             |                                                                          |
| Wielobój    | Peter van der Velde                                                                      | Richard Suyten                                                                              | Tatsuyoshi Ishihara                                                      |
| Sztafeta    | Włochy Orazio Fagone · Hugo Herrnhof · Michele Rubino · Roberto Peretti · Enrico Peretti | Holandia Jaco Mos · Peter van der Velde · Charles Veldhoven · Richard Suyten · Jeroen Otter | Korea Południowa Lee Joon-ho · Kim Ki-hoon · Mo Ji-soo · Kwon Young-chui |
| Kobiety     |                                                                                          |                                                                                             |                                                                          |
| Wielobój    | Sylvie Daigle                                                                            | Yumiko Yamada                                                                               | Eiko Shishii                                                             |
| Sztafeta    | Kanada Susan Auch · Nathalie Lambert · Sylvie Daigle · Eden Donatelli · Annie Perreault  | Japonia Hiromi Takeuchi · Eiko Shishii · Mariko Kinoshita · Yumiko Yamada · Nobuko Yamada   | Chiny Li Yan · Qiao Jiang · Zhang Yanmei · Li Jinyan · Zheng Chunyang    |